# Gebetsversammlung des Feuer-Drachen-Jahres
| Tibetische Bezeichnung                     |
| ------------------------------------------ |
| Wylie-Transliteration: me 'brug chos 'khor |
| Chinesische Bezeichnung                    |
| Vereinfacht: 丙辰法会                      |
| Pinyin:Bingchen fahui                      |

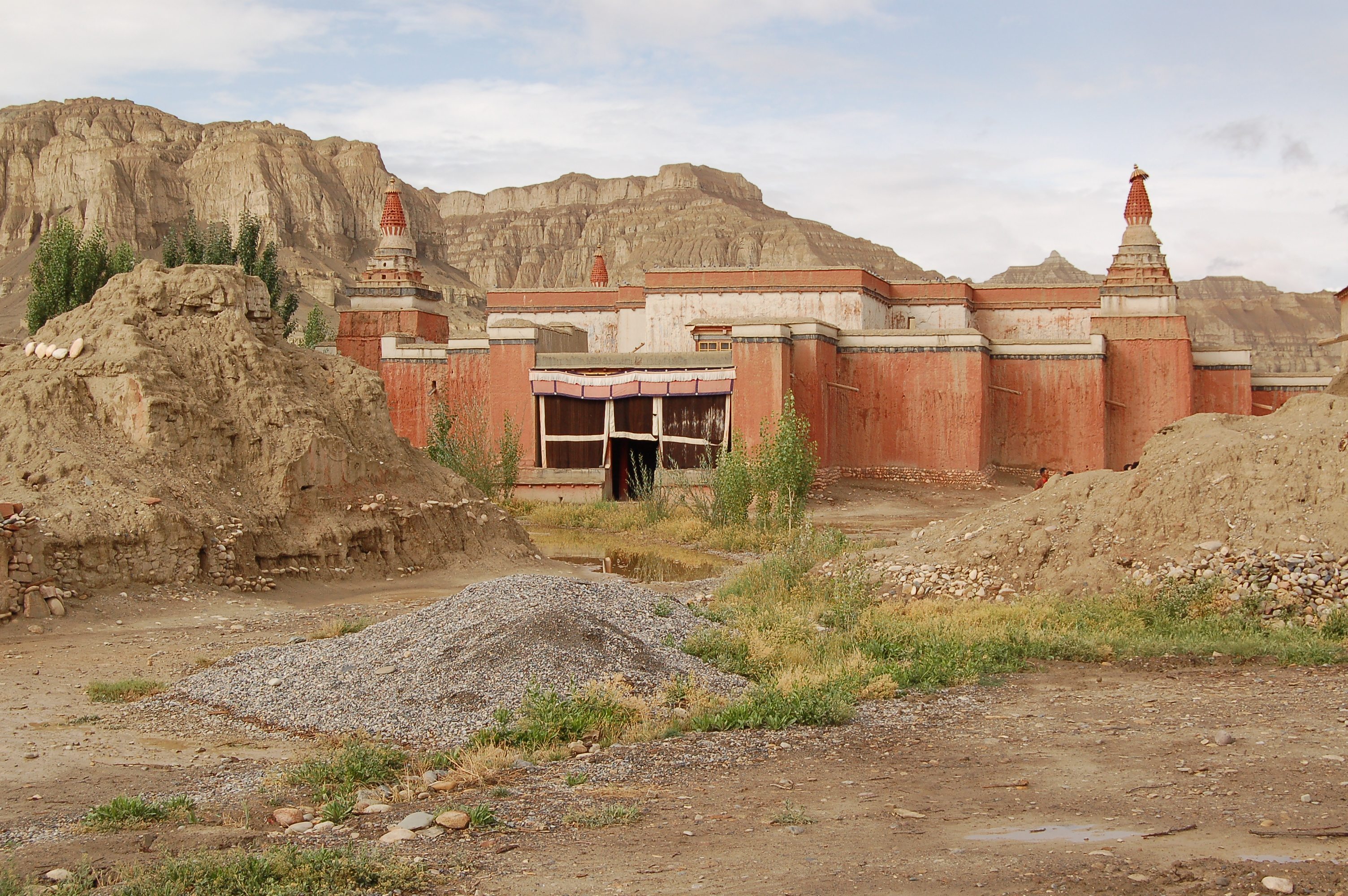
Roter Tempel des Thoding-Klosters in Tsada (Ngari)

Die Gebetsversammlung des Feuer-Drachen-Jahres (tib. me 'brug chos 'khor; chin. Bingchen fahui 丙辰法会; engl. Fire Dragon chos 'khor; Prayer Meeting in the Fire-Dragon year u. a.) war ein berühmtes buddhistisches Konzil in der tibetischen Geschichte. Es wurde 1076 im religiösen Zentrum des Guge-Reiches: dem Kloster Thoding (mtho lding) in Zanda (Tsada), Ngari, unter dem Guge-König Tsede (tib. rtse lde) gehalten. Berühmte Mönche aus Indien und aus den tibetischen Regionen Kham, Tsang und Ü haben daran teilgenommen.

„Nach dieser Gebetsversammlung schossen die Klöster überall wie Pilze aus dem Boden.“